# Nationaal Stadion (Botswana)
Het Nationaal Stadion Botswana is een multifunctioneel stadion in Gaborone, de hoofdstad van het land. Het stadion wordt meestal gebruikt voor voetbalwedstrijden, maar er zijn ook mogelijkheden om atletiekwedstrijden te organiseren. De voetbalclubs Township Rollers, Gaborone United en  Notwane FC spelen hier hun thuiswedstrijden en ook nationale elftal van Botswana speelt hier internationale wedstrijden. Het stadion biedt plek aan 22.000 toeschouwers.